# La lettera anonima
La lettera anonima (título original en italiano; en español, La carta anónima) es una farsa en un acto con música de Gaetano Donizetti y libreto en italiano de Giulio Genoino. Se estrenó en el Teatro del Fondo de Nápoles el 29 de junio de 1822.